# 아마추어 농구 리그
아마추어 농구 리그(Amateur Basketball League, ABL)는 2011년에 설립된 대한민국의 스포츠 단체이다. 생활체육으로서의 농구의 저변확대와 아마추어들을 위한 다양한 농구경기를 만들고자 스포츠엔터테인먼트 이피플코리아에 의해 설립되었다. 사무실은 서울특별시 용산구 문배동에 위치한 용산구문화체육센터에 있다. 고문으로는 현 한기범농구교실 한기범단장과 현 OBS농구해설위원 김태환(전 SK프로농구팀 감독)이 고문을 맡고 있다.
특히, 2012년 현재 ABL은 아마추어를 위한 농구리그로 선수출신은 참가를 불허하고 있다.

## 연혁
- 2002년 1월 스포츠엔터테인먼트 이피플코리아에 의해 창립
- 2005년 4월 한기범의 키크는농구교실 인수
- 2005년 7월 미스포츠社 앤드원(AND1)전략적 제휴협약체결
- 2005년 8월 앤드원투어(AND1TOUR) 조직위원회 결성
- 2005년 9월 앤드원 믹스테잎투어(AND1MIXTAPE TOUR)IN TOKYO 일본 도쿄대회
- 2005년 10월 일본 농구스포츠용품사 플레이어즈(PLAYERS) 전략적 제휴협약체결
- 2005년 11월 이지스포츠(EZsports) 후원계약체결
- 2005년 12월 앤드원투어(AND1TOUR) 농구팀 결성 / 다모임社와 동영상컨텐츠 공급계약체결
- 2006년 1월 앤드원투어(AND1TOUR) 농구팀 이형주단장, 한기범감독 임명
- 2006년 2월 앤드원투어(AND1TOUR) 농구팀 가수 주석, 모델 백종원],개그맨 채경선,스포츠 모델김미진 계약
- 2006년 3월 앤드원투어(AND1TOUR) 굿네이버스와 후원계약 / 선수드래프트 이선우 계약
- 2006년 4월 ~2006년 8월 굿네이버스와 함께하는 앤드원(AND1) 전국투어 시행
- 2006년 6월 앤드원투어(AND1TOUR) 필리핀 농구팀과 친선경기(세부(SEBU))
- 2006년 9월 ~ 2007년 4월 굿네이버스와 함께 케이블방송사 TV프로그램제작 Mnet러브스쿨투어
- 2006년 10월 앤드원 믹스테잎투어(AND1MIXTAPE TOUR)IN OSAKA 일본 오사카대회
- 2007년 4월 프리스타일 농구대회 교류(일본 도쿄)
- 2007년 8월 앤드원투어(AND1TOUR) 홍콩
- 2007년 9월 앤드원투어(AND1TOUR) 필리핀/마닐라
- 2008년 1월 앤드원투어(AND1TOUR) 호주/멜버른
- 2008년 7월 앤드원투어(AND1TOUR) 인도네시아/코타키나바루
- 2009년 2월 앤드원투어(AND1TOUR) 필리핀/세부
- 2010년 2월 앤드원투어(AND1TOUR) 필리핀/마닐라
- 2010년 12월 앤드원투어(AND1TOUR) 조직위원회 및 농구팀 해체
- 2011년 10월 이피플코리아에서 독립 / 공식명치 ABL(Amateur Basketball League)재정립
- 2011년 11월 한기범농구교실 인천점 이상철 대표 영입/ 사무처장 임명
- 2011년 12월 ABL(Amateur Basketball League) 조직위원회 구성 / 김태환, 한기범 고문 임명
- 2012년 1월 ABL(Amateur Basketball League) SNS 개설 / 농구용품社 Dears 후원계약체결
- 2012년 2월 ABL(Amateur Basketball League)2011-12 홀트장애인종합체육관 농구대회

## 주요 사업
- 아마추어 농구경기 주최
- 농구기술 향상을 위한 연구 및 국제 교류전 추진
- 재능기부의 장 마련, 사회복지사업 추진
- 농구에 관련된 출판물 발간 및 생활체육 농구의 보급